# Neviusia dunthornei
Neviúsia dunthórnei — вымерший вид листопадных кустарников рода невиусия из семейства розоцветных подсемейства спирейные из раннего эоцена. Образцы окаменелостей с отпечатками листьев растения обнаружены около города Принстон (Британская Колумбия) в Канаде.

## Открытие
Два образца с отпечатками листьев растения были найдены в 1991 году около канадского города Принстон в Британской Колумбии. Они находились в отложениях Алленбайской формации, которая относится к ипрскому ярусу эоцена. Окаменелости были обнаружены Уизли Уиром (Wesley Wehr) и Питером Данторном (Peter Dunthorne). В знак большого вклада последнего в исследования этот вид впоследствии и был назван. Образцы хранятся в коллекции Музея естественной истории и культуры Бёрка (Вашингтонский университет, Сиэтл). Поздние исследования 2004 года показали, что растение относится к роду невиусия, в котором до этого были описаны два существующих вида кустарников.

## Описание
Листья N. dunthornei овальные с зазубренным краем, близки к листьям невиусии Клифтона. По краю имеются зубцы второго и третьего порядка. Основная прожилка[прояснить] листа толще, чем у современных видов рода.

## Эволюция невиусии
Характерный ареал N. dunthornei предполагает, что род происходил из Азии и постепенно продвигался по Северной Америке, достигнув юго-восточной оконечности материка (Невиусия алабамская). Однако невиусии не достигли широкого распространения.